# 야마구치 사유리
야마구치 사유리(일본어: 山口 小百合, 1966년 7월 25일 ~ )는 일본의 여자 축구인이며, 전직 축구 선수였다.

## 국가대표팀 경력
그녀는 1981년 9월 6일 잉글랜드과의 경기에서 일본 국가대표팀에 데뷔했다. 1986년과 1991년 AFC 여자 축구 선수권 대회 준우승, 1990년 아시안 게임 은메달 획득에 기여했으며 1991년 FIFA 여자 월드컵에도 출전했다. 그녀는 1993년까지 국제 A매치 29경기에 출전해서 1득점을 넣었다.

## 통계
| 일본 | 일본 | 일본 |
| 연도 | 출전 | 득점 |
| ---- | ---- | ---- |
| 1981 | 2    | 0    |
| 1982 | 0    | 0    |
| 1983 | 0    | 0    |
| 1984 | 3    | 0    |
| 1985 | 0    | 0    |
| 1986 | 13   | 0    |
| 1987 | 0    | 0    |
| 1988 | 0    | 0    |
| 1989 | 0    | 0    |
| 1990 | 1    | 0    |
| 1991 | 9    | 1    |
| 1992 | 0    | 0    |
| 1993 | 1    | 0    |
| 통산 | 29   | 1    |